# Héléne Berrová
Héléne Berrová (27. března 1921 Paříž – duben 1945 Bergen-Belsen, Německo) byla francouzská spisovatelka, žena židovské víry, který dokumentovala život v době nacistické okupace Francie v deníku Le Journal d'Hélène Berr. Ve Francii je považována za "francouzskou Anne Frankovou".

## Život
Narodila se 27. března 1921 v Paříži, Antoinette a Raymondu Berrovi, kteří oba byli ze starého francouzského židovského rodu. Měla čtyři sourozence, tři sestry a jednoho bratra. Studovala na universitě v Sorbonně ruskou a anglickou literaturu. Po studiích složila zkoušky s výborným prospěchem. Pozornost upoutala hlavně diplomovou prací o „Pojetí římských dějin v Shakespearovi“, za kterou dostala velký počet bodů. Dále chtěla absolvovat konkurz na doktorandské studium, ale protižidovské zákony okupované Francie jí to zakazovaly.
Od roku 1941 pracovala v podzemní organizaci Entraide temporaire, založené Denisou a Fredem Milhaudovými, která se starala o lepší osud židovských dětí. Tato organizace pomohla zachránit 500 dětí z celkového počtu 11 000 deportovaných. Za druhé světové války si na začátku roku 1942 v Paříži začala psát deník. Studovala obor anglického jazyka a literatury, jejíž znalost se do jejího stěžejního díla promítlo.
Její rodina byla jedna z osmi židovských rodin v Paříži, na které se vztahovala uzákoněná výjimka, že Židé, kteří se výjimečně zasloužili o francouzský stát, nebudou postihováni stejně jako další Židé. Přesto byli odvezeni do koncentračních táborů a téměř všichni tam zahynuli. Její otec byl nejdřív zatčen za úplnou maličkost, měl špatně připnutou židovskou hvězdu. Jeho známý za něj složil kauci, takže byl propuštěn, ale mohl pracovat jen u sebe v kanceláři, bez styku s veřejností. Během let 1943 a 1944 musela s rodiči stále častěji opouštět domov a přespávat u známých. 7. března se ale Berrovi rozhodli vrátit na noc domů a to se jim stalo osudné. Druhý den jsou zatčeni a deportováni do Drancy. V den svých 23. narozenin odjela se svými rodiči do koncentračního tábora Osvětim. Její otec i matka tam zemřeli již v roce 1944, jediná přežila víc než rok. Po dlouhém pochodu byla přesunuta do Bergen-Belsenu, kde počátkem dubna 1945, pár dní před osvobozením tábora Angličany, zemřela na tyfus[nepřesný odkaz].
V tomto koncentračním táboře zemřela z rodiny jediná, další členové její rodiny zahynuli v Osvětimi. Stejně jako ona zemřela v Belgen-Belsenu i další známá židovská dívka, Anne Franková.

## Deník Héléne Berrové
Svůj deník si začala psát 7. dubna 1942. 27. listopadu psaní přerušila a pokračovala až 25. srpna 1943.
Původně ho neplánovala publikovat, psala ho pouze pro sebe. Sama se k tomu ve svém deníku vyjádřila takto: "Psát tak, jak cítím, to jest naprosto upřímně, nikdy s myšlenkou, že to bude někdo číst, což by mohlo vést ke zkreslování vlastního postoje."
Prvních padesát stránek deníku je psáno klidně, jako by se nic nedělo. Obsahují popisy krajiny, krásy světa, literaturu. Až od podzimu 1943 a od doby, kdy musela nosit žlutou hvězdu, je z jejího deníku cítit předzvěst smrti a beznaděj. „Héléne Berrová věděla, že žije v nejhlubší hlubině neštěstí a barbarství. Jak to ale povědět těm hodným a lhostejným lidem, které potkávala? Nemožné, proto psala deník.“ (citace Patricka Modianiho)[zdroj⁠?!]
Stále více se Paříží šířily zprávy o deportacích, koncentračních táborech a pronásledování. I přes všechny okolnosti pokračovala ve své činnosti pro podzemní organizaci a byla ochotná pomáhat až do poslední chvíle. Svůj deník svěřila věrné rodinné služebné Andree Bardiauové, aby ho v případě, že by ji samotnou zatkli, předala jejímu snoubenci Jeanu Morawieckému. Její Deník se stal literární událostí a je do dnes považován za nejvýznamnější svědectví o holocaustu v Paříži.[zdroj⁠?!]